# Datong, Changting
Datong är en köping i sydöstra Kina. Den ligger i Changting härad i staden Longyan i provinsen Fujian, omkring 300 kilometer väster om provinshuvudstaden Fuzhou. Antalet invånare är 67 907. Befolkningen består av 33 545 kvinnor och 34 362 män. Barn under 15 år utgör 19,0 %, vuxna 15-64 år 71 %, och äldre över 65 år 8,0 %.